# Радинська сільська рада
| Радинська сільська рада — колишній орган місцевого самоврядування у Поліському районі Київської області з адміністративним центром у с. Радинка. Історична дата утворення: в 1936 році. Водоймища на території, підпорядкованій даній раді: річка Радина. Сільській раді підпорядковані населені пункти: - с. Радинка - с. Буда-Радинська - с. Омелянівка - с. Федорівка |

## Склад ради
Рада складається з 16 депутатів та голови.

### Керівний склад ради
| ПІБ                                | Основні відомості                                                             | Дата обрання | Дата звільнення |
| ---------------------------------- | ----------------------------------------------------------------------------- | ------------ | --------------- |
| Невмержицький Володимир Сергійович | Сільський голова, 1983 року народження, освіта                                | 26.03.2006   | 01.02.2008      |
| Яценко Сергій Васильович           | Сільський голова, 1976 року народження, освіта                                | 01.06.2008   | 31.10.2010      |
| Яценко Сергій Васильович           | Сільський голова, 1976 року народження, освіта вища, член партії Єдиний Центр | 31.10.2010   |                 |

Примітка: таблиця складена за даними джерела